# Impatiens hians
Impatiens hians là một loài thực vật có hoa trong họ Bóng nước. Loài này được Hook. f. mô tả khoa học đầu tiên năm 1862.

## Hình ảnh

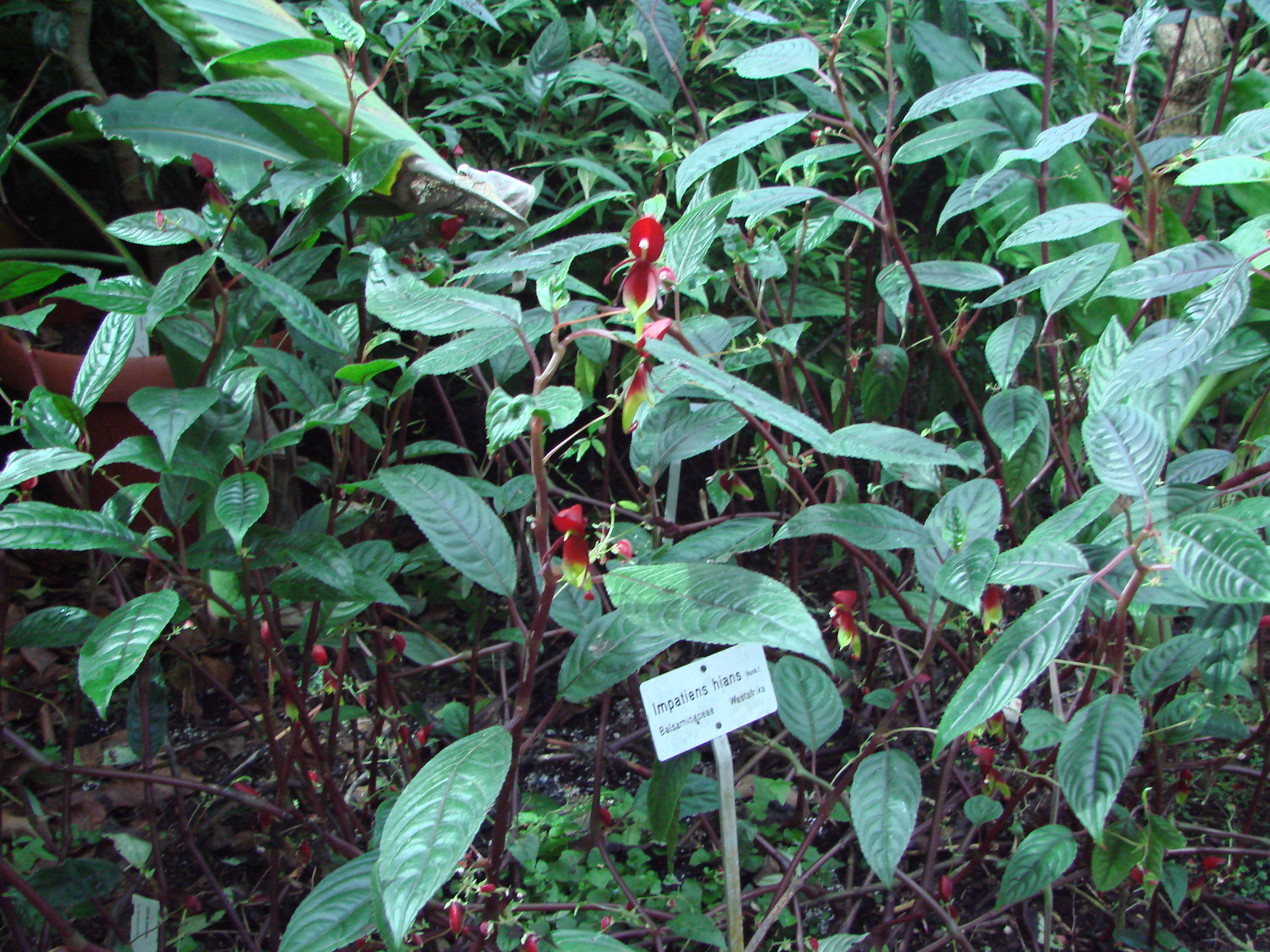
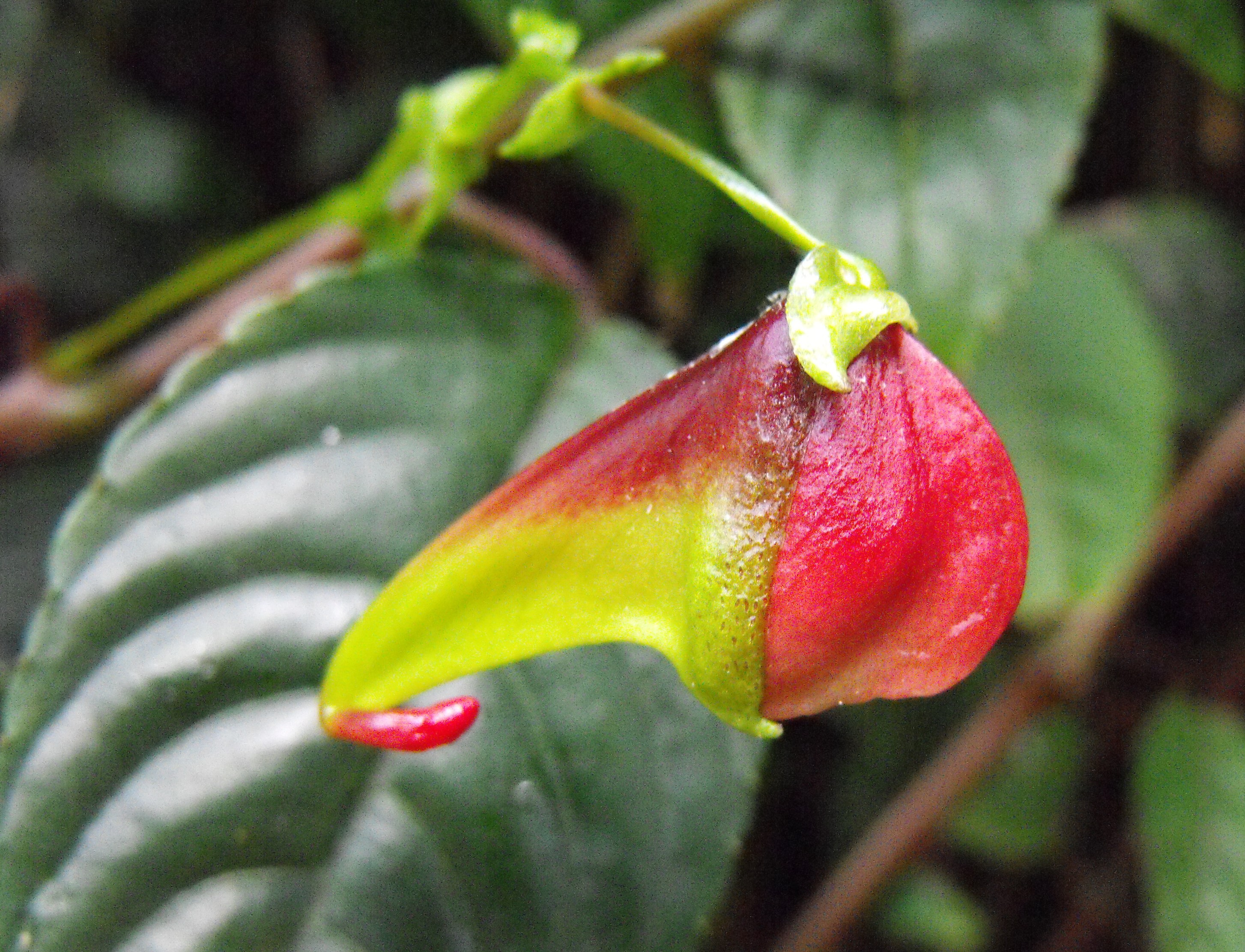